# Allerheiligen bei Wildon
Allerheiligen bei Wildon är en ort och kommun i Österrike. Den ligger i distriktet Leibnitz i förbundslandet Steiermark.
Kommunen består av sju orter (Ortschaften) (inom parentes invånarantal 1 januari 2024):

- Allerheiligen bei Wildon (1 111)
- Großfeiting (100)
- Kleinfeiting (75)
- Pesendorf (53)
- Pichla (41)
- Schwasdorf (119)
- Siebing (131)